# Susana Ye
Susana Ye (San Juan de Alicante, 1991) es una periodista, comunicadora y escritora feminista española de origen chino, reconocida por su labor en el ámbito de los derechos humanos y movimientos sociales, informando sobre desigualdades raciales, salud mental e identidades con perspectivas de género y clase.

## Trayectoria
Comenzó sus estudios en la Universidad Carlos III de Madrid, donde cursó un doble grado en Periodismo y Comunicación Audiovisual entre 2009 y 2014. Completó su formación en la Escuela de Periodismo UAM-El País en el curso de periodismo de datos impartido por Antonio Delgado, cofundador de Datadista junto a Ana Tudela. Su interés por la tecnología y el análisis de datos la llevó a la Universidad Internacional de La Rioja (UNIR), donde estudió Big Data for Business Intelligence en 2021 y 2022, y paralelamente, realizó un curso sobre Análisis Digital en ESIC Business & Marketing School.
En 2014, como parte de su trabajo de fin de grado (TFG) de periodismo, Ye abordó la realidad migratoria de Lavapiés con un reportaje social que, años más tarde y en una versión más reducida, se publicó en El País con el título Lavapiés, hogar de la comunidad bangladesí. Al año siguiente, en 2015, Ye dirigió Chiñoles y bananas, el primer documental sobre la diáspora china en España, que muestra la realidad de los hijos de los migrantes chinos que llegaron a España en las décadas de los 80 y 90. El documental, realizado como TFG y cuyo título utiliza el término chiñol (unión de chino y español), aborda mediante entrevistas a jóvenes españoles de padres chinos, sus contradicciones culturales.
Como hija de migrantes de Qingtian, Ye ha utilizado su empatía y comprensión única para informar sobre la comunidad asiática, siempre con una visión amplia y contextualizada. Por ese motivo, ofrece charlas y participa en debates organizados dentro y fuera de España sobre personas asiáticas descendientes, donde comparte su punto de vista sobre su identidad y la discriminación que sufren en Occidente. También ha abordado el tema de la adopción internacional, como el caso de las 18.000 niñas chinas adoptadas en España desde 1995, conocida como Generación Mei Ming, o la crisis de identidad en personas adoptadas.
Su carrera periodística incluye contribuciones en medios españoles como El Mundo, El Español, El País y Cambio 16, entre otros. Aunque fue con el desaparecido Cuartopoder donde Ye publicó una serie de cinco reportajes en profundidad sobre salud mental con perspectiva de género, como el titulado Loca y orgullosa: el feminismo tumba al capacitismo. También ha sido ensayista en la revista de crónica periodística internacional Revista 5W con trabajos como Cuando tu piel te condena, donde analiza alianzas y debates antirracistas en Estados Unidos y España. Además, ha sido una comunicadora destacada en canales internacionales como Al Jazeera o Business Insider, y nacionales como Televisión Española, La Sexta y Cadena SER. Su columna en Código Nuevo, donde abordó cuestiones de identidad, refleja su compromiso con temas de actualidad y relevancia social.
En 2020, debido a la desinformación y a los bulos alrededor de las causas de la pandemia de COVID-19, personas chinas o con rasgos asiáticos sufrieron acoso al relacionarlas con el virus. Por ese motivo, Ye y otras personas descendientes asiáticas como la periodista Paloma Chen, el cantante y modelo Chenta Tsai Tseng, cuyo nombre artístico es 'Putochinomaricón', o la ilustradora Quan Zhou, conocida como 'Andaluchina', lanzaron una campaña de concienciación en redes sociales con el hashtag #NoSoyUnVirus.
En 2023, Ye publicó su primer poemario titulado Trashumante en arenas movedizas, con prólogo de la también poeta y periodista hispano-china Paloma Chen. En este libro, explora temas de identidad, pertenencia y racialización desde la perspectiva de una joven mujer asiática. Ye reflexiona sobre la identidad en un contexto capitalista y bicultural, cuestiona conceptos como el amor romántico y la conciencia de clase en situaciones de incertidumbre.

## Obra

### Audiovisual
- 2013 – Al Berkowitz. Documental. Junto a Victoria Segovia.[28]
- 2013 – The b-side of the band. Documental. Junto a Victoria Segovia.[29]
- 2015 – Chiñoles y bananas. Documental. YouTube.
- 2022 – Sólo voz e ideas con Susana Ye. Pódcast. Spotify.[30]

### Literaria
- 2023 – Trashumante en arenas movedizas. El rey de Harlem. ISBN 978-84-126436-7-1.